# Хермине фон Хуг-Хелмут
Хермине фон Хуг-Хелмут (на немски: Hermine von Hug-Hellmuth) е австрийски психоаналитик, важна фигура в началото на психоанализата, първата, която проявява интерес към детската анализа.

## Биография
Родена е на 31 август 1871 година във Виена, Австрия. Учи в различни обществени и частни училища до влизането си във Виенският университет през 1897, където изучава различни физически науки. През 1909 става доктор по физика. Докато е пациент на виенския аналитик Исидор Садгер, Хуг-Хелмут се заинтригува от психоанализата.
През 1910 година изоставя учителстването и на следващата година публикува първата си статия по психоанализа в „Zentralblatt für Psychoanalyse“, дори преди да вземе участие в събиранията на Виенското психоаналитично общество. Заглавието на тази статия „Анализа на сън на петгодишно момче“ вече показва бъдещите и интереси.
През 1913 година публикува „Природата на детската душа (или психика)“. Хермине първо участва в събиранията на Виенското общество през 1913, а същата есен става и негов член.
Убита е от своя племенник Рудолф Хуг, неин пациент, на 9 септември 1924 година.